# Vouacapoua cubensis
Vouacapoua cubensis là một loài thực vật có hoa trong họ Đậu. Loài này được (Benth.) Kuntze miêu tả khoa học đầu tiên năm 1891.